# 베로니카 에체기
베로니카 에체기(Verónica Echegui, 1983년 6월 13일 ~ )는 스페인의 배우이다.

## 출연 작품
- 토템 로바 (2021)
- 시크릿 오리진스 (2020)
- 마이 하트 고스 붐! (2020)
- 미스트 앤드 더 메이든 (2017)
- 렛 유어 셀프 고 (2017)
- 헌터스 프레어 (2017)
- 유아 킬링 미 수산나 (2016)
- 포티튜드 시즌1 (2015)
- 카미카제 (2014)
- 패밀리 유나이티드 (2013)
- 카트만두, 어 미러 인더 스카이 (2011)
- 식스 포인츠 어바웃 엠마 (2011)
- 콜드 라잇 오브 데이 (2011)
- 하프 오브 오스카 (2010)
- 버니 앤 더 불 (2009)
- 하늘에 닿다 (2007)